# Collectif Sauvons le Togo
Pour les articles homonymes, voir CST.
Le  Collectif Sauvons le Togo (CST) est un mouvement politique et citoyen qui regroupait des organisations de la société civile et des partis politiques, constitué le 4 avril 2012 pour œuvrer à un changement radical de la gouvernance au Togo.  

## Création
Mouvement politique et citoyen composé d'organisations de la société civile et partis politiques, le Collectif Sauvons le Togo a été fondé le 4 avril 2012, avec pour mission de parvenir dans une dynamique unitaire d'actions à un changement radical de la gouvernance du Togo. 
Il s'agit d'une initiative :
- des organisations de défense des droits de l’homme :
  - Association des chrétiens pour l’abolition de la torture – Branche Togo (ACAT-TOGO) ;
  - Association togolaise des droits de l’homme (ATDH) ;
  - Association togolaise pour la défense et la promotion des droits humains (ATDPDH) ;
  - Collectif des associations contre l’impunité au Togo (CACIT) ;
  - Coalition togolaise des défenseurs des droits de l’homme (CTDDH) ;
  - Journalistes pour les droits de l’homme (JDHO) ;
  - Ligue togolaise des droits de l’homme (LTDH) ;
- d’autres organisations de la société civile :
  - SOS Journalistes en danger (SOS JED) ;
  - SYNERGIE-TOGO ;
- de partis politiques :
  - Alliance des démocrates pour le développement intégral (ADDI) ;
  - Alliance nationale pour le changement (ANC) ;
  - Organisation pour bâtir dans l’union un Togo solidaire (OBUTS) ;
  - Pacte socialiste pour le renouveau (PSR) ;
  - Parti des travailleurs ;
  - et du mouvement politique Sursaut-Togo.

Ces membres fondateurs seront rejoints par l'Association des victimes de la torture au Togo (ASVITTO) et le Mouvement des républicains centristes (MRC).
Afin de marquer l'engagement patriotique des membres et des militants du collectif, une cérémonie symbolique de profession de foi est programmée à la place du monument de l’indépendance. Organisée une première fois le 27 avril 2012, elle est réprimée par les forces de police  mais a finalement lieu pacifiquement le 6 mai 2012.
S'inpirant de l'inscription sur le monument de l’indépendance, « citoyenne togolaise, citoyen togolais, par la foi et les sacrifices de nos aïeux  la nation togolaise est née », le slogan du CST est « Peuple togolais, par ta foi, ton courage et tes sacrifices, la nation togolaise doit renaître ! »
Le 5 juin 2012, le CST rend public un document intitulé "plateforme citoyenne pour un Togo démocratique"  qui pose le contexte socio-politique du Togo et propose « la mise en place d’une feuille de route consensuelle, devant être mise en œuvre, afin de mener à bien les réformes et organiser des élections transparentes, équitables, en vue de l’encrage de l’État de droit ».

## Coordination
Le bureau de coordination du CST est composé de :
- Coordinateur général et porte-parole : Ata Messan Zeus Ajavon
- Rapporteur général : Raphaël Nyama Kpande-Adzare
- Rapporteur général adjoint : Emmanuel Ayikoué M. Atayi
- Trésorier général : Tchakoura Bode
- Trésorier général adjoint : Jil-Benoît Afangbedji

## Les événements depuis la création du mouvement
À peine deux mois après sa création, le mouvement lance une grande manifestation pacifique qui a réuni des centaines de milliers de personnes en sit-in sur la place Deckon à Lomé le 12 juin 2012, puis, malgré la violente répression policière et les arrestations arbitraires, plusieurs marches pacifiques sont encore organisées dont les « marches rouges » des femmes habillées en rouge. Vu l'ampleur de la mobilisation populaire, la très sérieuse chaine allemande Tagesschau intitule un article « Le printemps africain au Togo ? ». En quelques jours, le CST réussit à attirer l'attention de la communauté internationale et des médias sur la crise socio-politique du Togo.
La grève du sexe initiée par les femmes du collectif fait aussi parler de ce mouvement dans le monde entier . Isabelle Ameganvi et ses consœurs avaient appelé le 26 août 2012 « toutes les femmes du pays à observer une semaine de grève du sexe, pour obliger les hommes à s'investir davantage à leurs côtés ». Cette action avait pour objectif de réclamer le départ du président Faure Gnassingbé (au pouvoir depuis 2005), l'abrogation de nouvelles dispositions du code électoral et le report des élections législatives prévues en octobre 2012, en raison de retards dans l'organisation du scrutin,.
En janvier 2013, à la suite d'une vague d'incendies de marchés en Afrique, le régime togolais saisit l'occasion pour décapiter le mouvement en réprimant et en embastillant plusieurs responsables , suscitant la réprobation d'Amnesty International et plusieurs gouvernements ou partis politiques européens,,,. 
Malgré des cris d'alerte dans la société civile, en particulier les hommes de Dieu , et la médiation de Mgr Nicodème Barrigah (évêque d'Atakpamé) et Robert Whitehead (ambassadeur des  États-Unis d'Amérique au Togo), le gouvernement togolais persiste , pour organiser les élections législatives le 25 juillet 2013 sans opérer les réformes constitutionnelles et institutionnelles demandées par le CST,. Les partis membres du mouvement décident de ne pas boycotter mais constituent une liste unique de candidats sous la bannière du CST. Cette liste CST rafle la majorité des sièges dans la capitale Lomé (7 sur 10) tout en terminant deuxième force politique sur le plan national derrière le parti au pouvoir.
Trois jours après le scrutin, la Commission électorale nationale indépendante proclame des résultats dits provisoires donnant le parti au pouvoir vainqueur avec 62 sièges (sur les 91 disponibles) et 19 au Collectif Sauvons le Togo. Le Collectif Sauvons le Togo rejette ces résultats qui reposent selon son communiqué sur des fraudes massives et un « déroulement calamiteux du processus témoigne d’un état d’impréparation notoire, que les interférences délibérées des membres de la CENI, des présidents des CELI et des bureaux de vote, tous acquis au pouvoir en place ». Le 30 juillet 2013, la cour constitutionnelle rejette tous les recours et confirme les résultats provisoires qui donnent 62 sièges au parti au pouvoir avec un peu plus de 850 000 voix obtenues et 19 sièges au CST avec un peu plus de 500 000 voix, confirmant le caractère inique du découpage électoral dénoncé par le CST,.
Le 11 novembre 2013, dix mois après les incendies des marchés de Kara et Lomé, dans un climat d'acharnement de la justice contre ses membres, le CST publie un rapport de sa propre contre-enquête. Ce rapport, fruit de « ses propres investigations en collectant, recoupant et vérifiant les informations sur les faits en cause et, au terme de toutes ces recherches et vérifications »  désigne des hauts dignitaires du régime, des proches de Faure Gnassingbé et des hauts gradés de l'armée togolaise, comme les vrais commanditaires des incendies.

## Fin du collectif

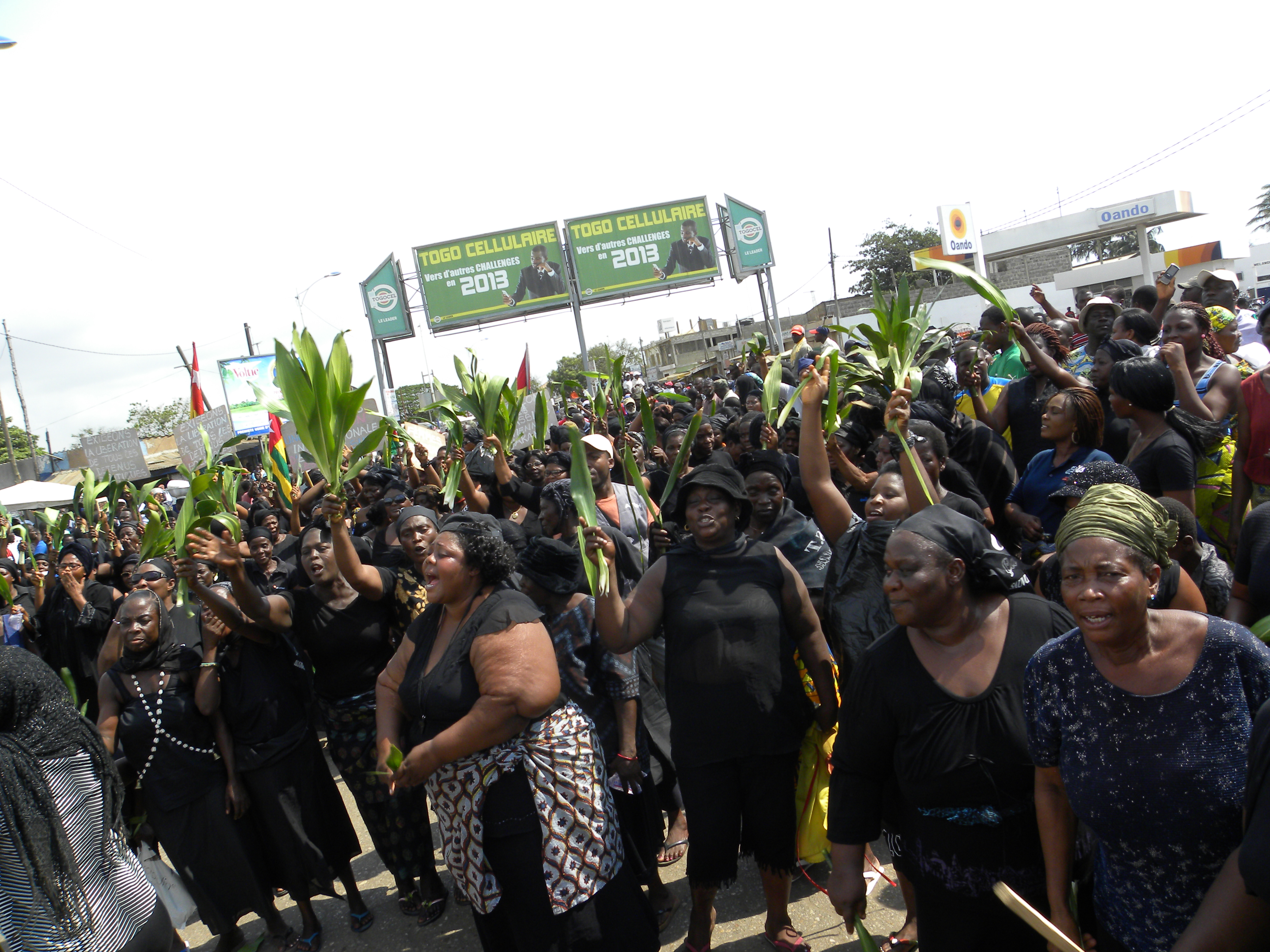
Marche noire des femmes du 29 novembre 2013 à Lomé

Depuis 2014, les activités du CST ne sont plus documentées et il ne semble plus actif.[réf. nécessaire]